# Bally’s Las Vegas
Bally’s Las Vegas, wcześniej MGM Grand Hotel and Casino – hotel i kasyno, położony przy bulwarze Las Vegas Strip w Paradise, w stanie Nevada. Stanowi własność korporacji Caesars Entertainment Corporation.
Jednym z najbardziej charakterystycznych elementów Bally’s jest neonowy travelator, prowadzący od Las Vegas Boulevard do głównego wejścia obiektu.
Bally’s składa się z hotelu z 2.814 pokoi o wielkości co najmniej 42 m², obszaru konferencyjnego zajmującego 16 300 m², a także kasyna o powierzchni 6.200 m². Na terenie kompleksu znajduje się również stacja kolei jednoszynowej miasta Las Vegas.
Od 1981 roku Bally’s stanowi domowy obiekt produkcji scenicznej Jubilee!.

## Historia

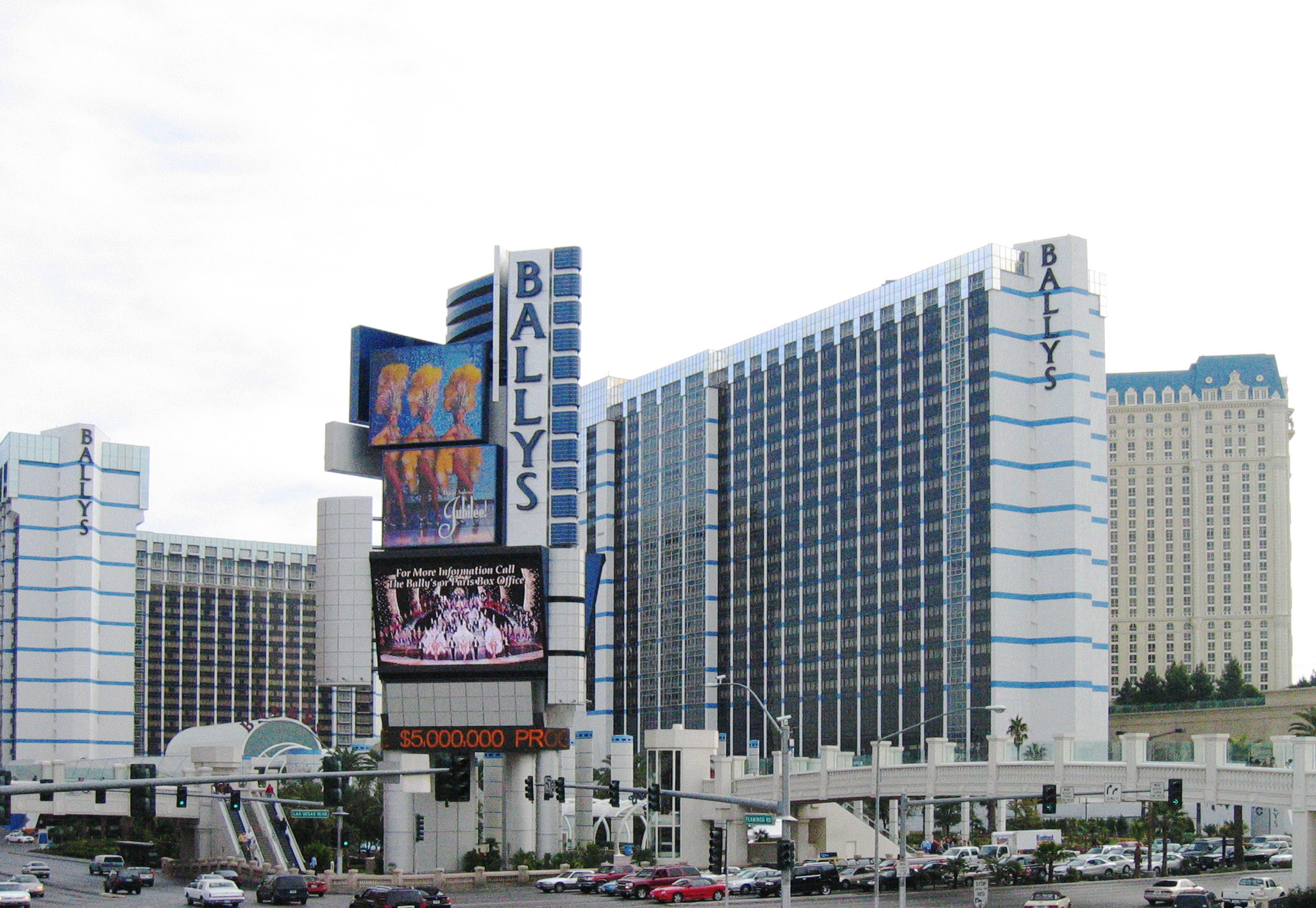
Bally’s widziany z Caesars Palace

17-hektarowy obszar początkowo zajmowany był przez otwarty w 1963 roku Three Coins Motel. W lipcu 1967 roku, w jego miejscu powstał The Bonanza Hotel and Casino. Jednak jakiś czas później obiekt został wyburzony, a Kirk Kerkorian rozpoczął konstrukcję nowego kompleksu, MGM Grand Hotel and Casino. Jego oficjalne otwarcie nastąpiło w 1973 roku, zaś koszt budowy wyniósł 106 milionów dolarów. W momencie otwarcia, MGM Grand Hotel and Casino stanowił największy hotel na świecie.
Tematyka MGM Grand wiązała się z kinem, odzwierciedlając prywatne zainteresowania Kerkoriana, który jednocześnie był współwłaścicielem wytwórni filmowej MGM. Stąd wzięła się również nazwa obiektu. Hotel został zaprojektowany przez Martina Sterna Jr.
Ówcześnie MGM Grand stanowił jeden z najpopularniejszych rozrywkowych obiektów przy Strip. Posiadał bowiem dwa ogromne teatry: The Zeigfield Stage oraz Celebrity Room. W The Zeigfield regularnie wystawiane były produkcje słynnego choreografa Donna Ardena (a w tym Jubilee! i Hallelujah Hollywood). Z kolei Celebrity Room był przede wszystkim miejscem koncertów; wystąpili w nim między innymi The Carpenters i Barry Manilow.

### Pożar
21 listopada 1980 roku w MGM Grand wybuchł pożar, który zapoczątkowany został w restauracji na poziomie kasyna, po czym dotarł do obszaru hotelowego, zabijając 85 gości i pracowników. Obiekt został przebudowany w przeciągu ośmiu miesięcy, a następnie ponownie otwarty w 1981 roku. Skala krzywd, jakie wyrządził pożar doprowadziła do zwiększenia wymogów bezpieczeństwa przeciwpożarowego w hotelarstwie na całym świecie.

### Sprzedaż obiektu
W 1985 roku hotel został sprzedany Bally Entertainment Corporation za 594 miliony dolarów, a nazwa obiektu zmieniona została na Bally’s. W 1995 roku Bally Entertainment Corporation stała się własnością Hilton Hotels Corporation. 17 kwietnia 1997 roku rozpoczęła się budowa Paris Las Vegas, siostrzanego kompleksu Bally’s. We wrześniu 1999 roku nastąpiło jego oficjalne otwarcie, a oba hotele zostały połączone promenadą.
W 2003 roku powstał Caesars Entertainment Inc, który miał operować wszystkimi kasynami należącymi do korporacji Hilton. W czerwcu 2005 roku korporacja Caesars Entertainment, Corp. wykupiła Caesars Entertainment, Inc (który niedługo po tym zawiesił działalność), nabywając jednocześnie Bally’s.

## Bally’s w mediach
- Miesiąc miodowy w Las Vegas (1992)
- Niemoralna propozycja (1993)
- Zostawić Las Vegas (1995)
- King of Vegas (turniej pokerowy transmitowany w telewizji)
- Grand Theft Auto: San Andreas (jako High Roller)